# یواس‌اس ویندوم (۱۸۹۶)
یواس‌اس ویندوم (۱۸۹۶) (به انگلیسی: USS Windom (1896)) یک کشتی بود که طول آن ۱۷۰ فوت ۸ اینچ (۵۲٫۰۲ متر) بود. این کشتی در سال ۱۸۹۶ ساخته شد.